# Културен шок
Културният шок е преживяване, което човек може да изпита, когато се намира в културна среда, различна от своята; това е и лична дезориентация, когато се изпитва непознат начин на живот, дължащ се на имиграцията или посещение на нова страна. Една от най-честите причини за културен шок включва самите индивиди, живеещи в чуждата среда. Културният шок може да бъде описан като състоящ се от най-малко една от четири различни фази: меден месец, договаряне, корекция и адаптация.
Чести проблеми включват: претоварване с информация, езикова бариера, разлика в поколенията, разлика в технологиите, носталгия (културна), безкраен регрес (носталгия), скука и др.